# Peter Kenilorea
Peter Kenilorea (ur. 23 maja 1943 w Takataka, Malaita, zm. 24 lutego 2016 w Honiarze) – salomoński polityk, pochodzący z plemienia 'Are'are. Pierwszy premier Wysp Salomona w latach 1978–1981.
W latach 1968–1976 pracował jako nauczyciel oraz urzędnik administracji. Pomagał w zakładaniu Zjednoczonej Partii Wysp Salomona. 14 czerwca 1976 został szefem rządu kolonii Wyspy Salomona i doprowadził kraj do niepodległości od Wielkiej Brytanii w 1978. 7 lipca 1978 został pierwszym premierem niepodległego państwa, funkcję pełnił do 31 sierpnia 1981, kiedy zastąpił go Solomon Mamaloni. Trzy lata później zastąpił Mamaloniego na stanowisku szefa rządu i ponownie sprawował ten urząd od 31 sierpnia 1984 do 1 grudnia 1986. W latach 1988–1989 oraz 1990–1993 był ministrem spraw zagranicznych. W latach 2001–2010 był spikerem (przewodniczącym) parlamentu Wysp Salomona
W 1982 otrzymał tytuł szlachecki.